# Khulna (phân khu)
Phân khu Khulna là một trong bảy đơn vị hành chính của Bangladesh, nằm ở tây nam của đất nước. Diện tích của phân khu là 22.285 km² và dân số theo điều tra năm 2011 (số liệu sơ bộ) là 15.563.000 người. Thủ phủ của phân khu là thành phố Khulna tại huyện Khulna.
Phân khu Khulna gia[s với bang Tây Bengal của Ấn Độ ở phía tây, phân khu Rajshahi ở phía bắc, với phân khu Dhaka và Barisal ở phía đông, có một vùng bờ biển giáp vịnh Bengal ở phía nam. Phân vùng thuộc vùng châu thổ sông Hằng. Các sông lớn khác trong phân khu bao gồm sông Madhumati, sông Bhairob và sông Kopotokkho. Phân vùng cũng quản lý một số hòn đảo trong vịnh Bengal.

## Hành chính
Phân khu Khulna được chia thành mười huyện (zilas), chia tiếp thành 59 phó huyện (upazilas):
| Tên             | Thủ phủ   | Diện tích (km²) | Dân số điều tra 1991 | Dân số điều tra 2001 | Dân số điều tra 2011 (kết quả sơ bộ) |
| --------------- | --------- | --------------- | -------------------- | -------------------- | ------------------------------------ |
| Huyện Bagerhat  | Bagerhat  | 3.959,11        | 1.431.322            | 1.549.031            | 1.461.000                            |
| Huyện Chuadanga | Chuadanga | 1.177,40        | 807.164              | 1.007.130            | 1.123.000                            |
| Huyện Jessore   | Jessore   | 2.570,42        | 2.106.996            | 2.471.554            | 2.742.000                            |
| Huyện Jhenaidah | Jhenaidah | 1.949,62        | 1.361.280            | 1.579.490            | 1.756.000                            |
| Huyện Khulna    | Khulna    | 4.394,46        | 2.010.643            | 2.378.971            | 2.294.000                            |
| Huyện Kushtia   | Kushtia   | 1.621,15        | 1.502.126            | 1.740.155            | 1.933.000                            |
| Huyện Magura    | Magura    | 1.048,61        | 724.027              | 824.311              | 913.000                              |
| Huyện Meherpur  | Meherpur  | 716,08          | 491.917              | 591.430              | 652.000                              |
| Huyện Narail    | Narail    | 990,23          | 655.720              | 698.447              | 715.000                              |
| Huyện Satkhira  | Satkhira  | 3.858,33        | 1.597.178            | 1.864.704            | 1.973.000                            |
| Toàn phân khu   | Khulna    | 22.285,41       | 12.688.383           | 14.705.223           | 15.563.000                           |